# Deportivo Anzoátegui Sport Club
El Deportivo Anzoátegui Sport Club és un club de futbol veneçolà de la ciutat de Puerto La Cruz.

## Palmarès
- Copa veneçolana de futbol:[2]
  - 2008, 2012